# Pimobendan
Pimobendan – organiczny związek chemiczny, lek zwiększający wrażliwość mięśnia sercowego na wapń, działający przez to dodatnio inotropowo i rozszerzający naczynia. Jest również selektywnym inhibitorem fosfodiesterazy-3 (PDE3).
Pimobendan jest stosowany w leczeniu niewydolności serca u psów, najczęściej powodowanej przez śluzowate zwyrodnienie płatków zastawki mitralnej, lub w przebiegu kardiomiopatii rozstrzeniowej. Przeprowadzono badania u ludzi, w których pimobendan zwiększał przeżycie i poprawiał jakość życia u pacjentów z zastoinową niewydolnością serca wtórną do dysfunkcji zastawki mitralnej w porównaniu z benazeprylem, inhibitorem konwertazy angiotensyny. Obecnie dopuszczony jest do stosowania u ludzi jedynie w Japonii, gdzie jest w obrocie pod nazwą handlową Acardi.